# Biographisch-Bibliographisches Kirchenlexikon

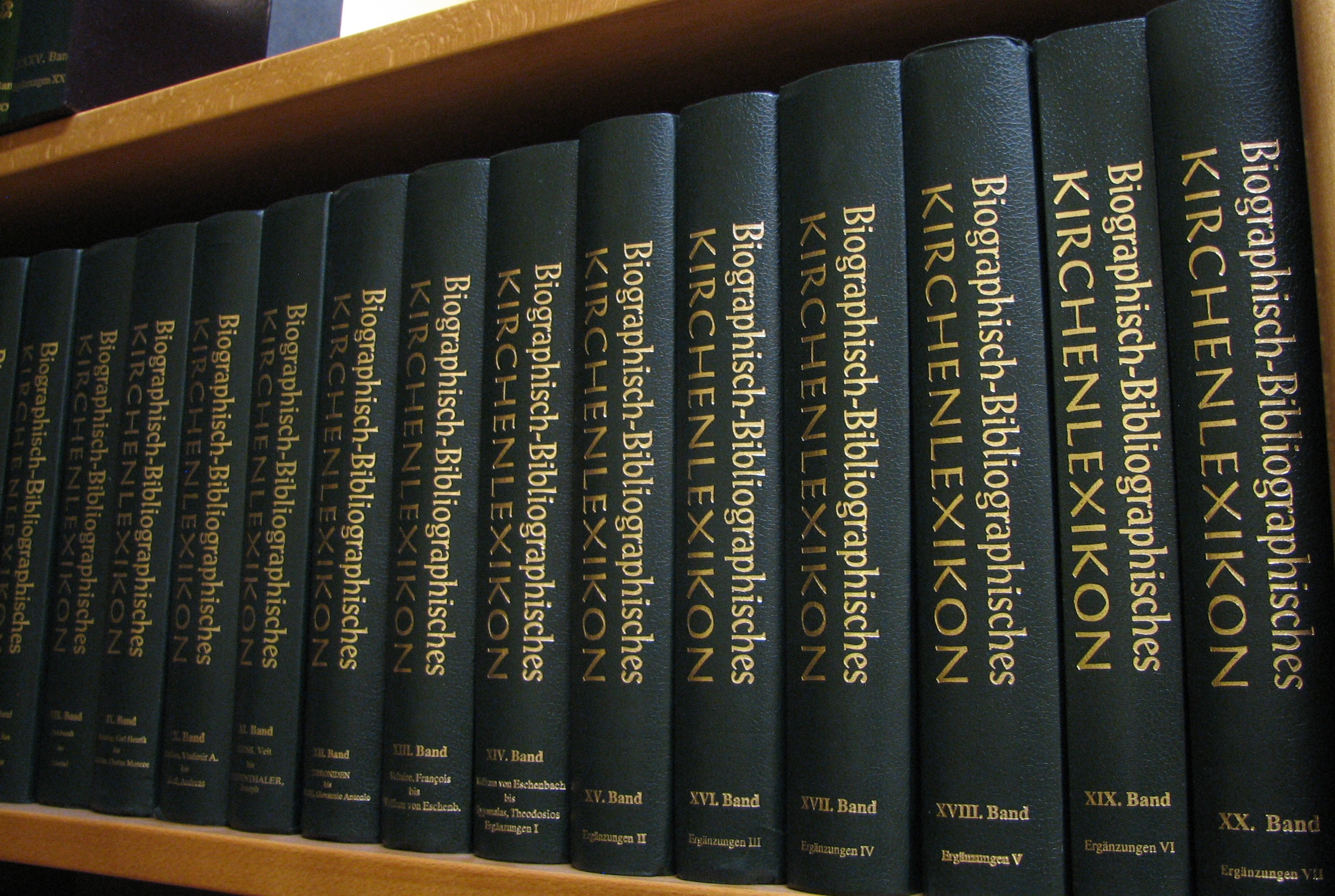
Enige delen van de BBKL.

Het Biographisch-Bibliographische Kirchenlexikon (BBKL; Nederlands: Biografisch-Bibliografisch Kerkenlexicon) is een Duits biografisch naslagwerk over de Kerkgeschiedenis, waarvan in 1975 het eerste deel verscheen onder redactie van Friedrich Wilhelm Bautz. Tegenwoordig wordt het uitgegeven door Traugott Bautz.
Met meer dan 20.000 artikelen is het BBKL een actuele en omvangrijke informatiebron over personen uit de kerk-, maar ook uit de filosofiegeschiedenis. De gedetailleerde beschrijvingen van het leven van mensen op het gebied van theologie, geschiedenis, literatuur, muziek, schilderkunst, pedagogie en filosofie worden aangevuld met een overzicht van de ontwikkeling van hun werk. Het BBKL bevat uitgebreide bibliografieën en een (soms ook zeer uitgebreide) selectie van relevante secundaire literatuur.
De meeste artikelen van de gedrukte uitgave stonden tot april 2011 gratis op internet. Financiële problemen hebben tot gevolg gehad dat sinds die datum slechts beperkte gegevens vrij beschikbaar blijven, terwijl de volledige teksten met referenties en literatuuropgave alleen beschikbaar zijn voor wie een betaald abonnement afsluit.

## Uitgaven
- Friedrich Wilhelm Bautz (vanaf band 3 door Traugott Bautz): Biographisch-Bibliographisches Kirchenlexikon. 14 banden (+ 16 complete aanvullingsbanden), Bautz, Hamm 1975ff.
  - Band 1 (Aalders–Faustus v. Byzanz), Hamm 1975, 19902, ISBN 3-88309-013-1
  - Band 2 (Faustus v. Mileve–Jeanne, d'Arc), Hamm 1990, ISBN 3-88309-032-8
  - Band 3 (Jedin–Kleinschmidt), Herzberg 1992, ISBN 3-88309-035-2
  - Band 4 (Kleist–Leyden), Herzberg 1992, ISBN 3-88309-038-7
  - Band 5 (Leyen–Mönch), Herzberg 1993, ISBN 3-88309-043-3
  - Band 6 (Moenius–Patijn), Herzberg 1993, ISBN 3-88309-044-1
  - Band 7 (Patocka–Remachus), Herzberg 1994, ISBN 3-88309-048-4
  - Band 8 (Rembrandt–Scharbel (Charbel)), Herzberg 1994, ISBN 3-88309-053-0
  - Band 9 (Scharling–Sheldon), Herzberg 1995, ISBN 3-88309-058-1
  - Band 10 (Shelkov–Stoß, Andreas), Herzberg 1995, ISBN 3-88309-062-X
  - Band 11 (Stoß, Veit–Tieffenthaler), Herzberg 1996, ISBN 3-88309-064-6
  - Band 12 (Tibbon–Volpe), Herzberg 1997, ISBN 3-88309-068-9
  - Band 13 (Voltaire–Wolfram von Eschenbach), Herzberg 1998, ISBN 3-88309-072-7
  - Band 14 (Wolfram von Eschenbach–Zuygomalas, Theodosios und Ergänzungen I), Herzberg 1998, ISBN 3-88309-073-5
  - Band 15 (Ergänzungen II), Herzberg 1999, ISBN 3-88309-077-8
  - Band 16 (Ergänzungen III), Herzberg 1999, ISBN 3-88309-079-4
  - Band 17 (Ergänzungen IV), Herzberg 2000, ISBN 3-88309-080-8
  - Band 18 (Ergänzungen V), Herzberg 2001, ISBN 3-88309-086-7
  - Band 19 (Ergänzungen VI), Nordhausen 2001, ISBN 3-88309-089-1
  - Band 20 (Ergänzungen VII), Nordhausen 2002, ISBN 3-88309-091-3
  - Band 21 (Ergänzungen VIII), Nordhausen 2003, ISBN 3-88309-110-3
  - Band 22 (Ergänzungen IX), Nordhausen 2003, ISBN 3-88309-133-2
  - Band 23 (Ergänzungen X), Nordhausen 2004, ISBN 3-88309-155-3
  - Band 24 (Ergänzungen XI), Nordhausen 2005, ISBN 3-88309-247-9
  - Band 25 (Ergänzungen XII), Nordhausen 2005, ISBN 3-88309-332-7
  - Band 26 (Ergänzungen XIII), Nordhausen 2006, ISBN 3-88309-354-8
  - Band 27 (Ergänzungen XIV), Nordhausen 2007, ISBN 3-88309-393-9
  - Band 28 (Ergänzungen XV), Nordhausen 2007, ISBN 3-88309-413-7
  - Band 29 (Ergänzungen XVI), Nordhausen 2008, ISBN 978-3-88309-452-6
  - Band 30 (Ergänzungen XVII), Nordhausen 2009, ISBN 978-3-88309-478-6
  - Band 31 (Ergänzungen XVIII), Nordhausen 2010, ISBN 978-3-88309-544-8
  - Band 32 (Ergänzungen XIX), Nordhausen 2011, ISBN 978-3-88309-615-5
  - Band 33 (Ergänzungen XX), Nordhausen 2012, ISBN 978-3-88309-690-2
  - Band 34 (Ergänzungen XXI), Nordhausen 2013, ISBN 978-3-88309-766-4
  - Band 35 (Ergänzungen XXII), Nordhausen 2014, ISBN 978-3-88309-882-1
  - Band 36 (Ergänzungen XXIII), Nordhausen 2015, ISBN 978-3-88309-920-0
  - Band 37 (Ergänzungen XXIV), Nordhausen 2016, ISBN 978-3-95948-142-7